# 585
585 је била проста година.

## Догађаји
- Википедија:Непознат датум — Визиготски краљ Леовигилд окончао постојање Свевског краљевства. Након освајања, Лиувигилд поново уводи аријанско учење међу Свеве.

- Краљ Чилдеберт II, 15 година, преузима своју једину власт над Аустразијом. Франачка војска под краљем Гунтрамом маршира до Коминга (Пиренеји) и опседа цитаделу Сен Бертрана.
- Словени и Авари поново нападају Византију. Византинци тек у близини Цариграда успевају да одбију напад, али добар дeо северног Балкана је поново опустошен у рату.
- Гундоалд, меровиншки краљ узурпатор, и његови следбеници су поражени током опсаде Сен Бертрана. Он је погубљен, а Гунтрам тријумфално улази у Орлеан.
- Зима – Глад погађа Галију (према Григорију Турском). Трговци пљачкају народ тако што продају једва пек жита или пола мере вина за трећину златника.
- Персијски командант Кардариган („црни јастреб“) почиње неуспешну опсаду Монокартона (савремена Турска).
- Хуса је наследио свог брата Фритувалда на месту краља Бернисије.
- 15. септембар – Цар Бидацу, стар 47 година, умире од малих богиња након 13-годишње владавине, а наследио га је брат Јомеи као 31. цар Јапана.
- Цар Сјао Ђинг Ди наследио је свог оца Сјао Минг Дија на месту владара династије Лианг (Кина).
- Краљ Видеок од Баекјеа (Кореја) шаље званичну пратњу, заједно са мајстором будистичке медитације, рецитатором будистичких магијских чаролија, архитектом храма и вајаром будистичких слика, на кинески двор династије Суи.
- Јерменски епископ Кардуцат иде са 7 свештеника, на мисионарски пут у степе северно од Кавказа. Успева да покрсти многе Хуне и да преведе књиге на њихов језик.
- Колумбан, ирски мисионар, окупља 12 пратилаца за своје путовање у Британију, вероватно на шкотску обалу. После кратког времена прелази Ламанш и стиже у Бретању (Француска).